# Історія Новоукраїнки
Історія Новоукраїнки:

## До заснування
На території Кіровоградщини здавна кочували, зупинилися і селилися різні племена мисливців, скотарів, землеробів, які змінювали протягом століть одне одного, витісняючи або асимилюючи нападників — сильніші перемагали слабших.
Перші сліди людини в цьому краї датуються археологами добою неоліту (IV тис. до н. е.).
У цьому районі археологічні експедиції Кіровоградського краєзнавчого музею провели дослідження курганів доісторичної доби.
Вік поховань — ІІІ — IV тисячоліття до н. е.
Розкопуючи один із курганів у районі цукрового заводу, у 1994 році, виявили 8 поховань катакомбної та зрубної культури. Назви ці походять від обряду поховань небіжчиків у підбоях та у дерев'яному зрубі під курганними насипами.
У ІІ-му тисячолітті до н. е. індійці мандрували з країни Хетів (Туреччина). А степи північного Причорномор'я фахівці вважали батьківщиною індійців. Про це говорять і предмети знайдені в давніх похованнях: крейдяне підсипання, кременевий ніж, охра.
У скіфські часи (VI–III ст. до н. е.) за Геродотом, між Гіпанісом (Південним Бугом) і Борисфеном (Дніпром) існувала місцина під назвою Ексампей (у грецькому варіанті — Священні Шляхи), де скіфський цар Аріант встановив величезний казан, виготовлений із бронзових наконечників стріл, кількість яких відповідала кількості населення Скіфії. Існує наукова гіпотеза, що Гіпаніс починався Синюхою, а його ліва притока, від якої пішла назва місця, це річка Чорний Ташлик (в перекладі кам'яний).
У IX ст. у наш край прийшли угорці, які на початку Х ст. були витіснені на захід войовничими печенігами.

### Слов'яни
У східних слов'ян напередодні утворення Київської Русі існувало 14 союзів племен. Територія Новоукраїнки належала племінному союзу уличів, відвойована ними у боротьбі з печенігами.
Перше слов'янське утворення, в яке увійшли і наші землі арабські автори називали Артанія, Куявія (земля полян з Києвом). А оскільки центр цієї держави був Київ, держава дістала назву Київська Русь. За правлінням Олега (882–912 рр.) влада Києва поширилася і на землі уличів з нашими степами. За правління — Ольги і її сина великого воїна Святослава через цей край ішли дружини руських воїнів за Дунай.
Цим краєм проходив і сухопутній шлях з півдня від Чорного моря на Русь (Грецький шлях).
У ХІІ ст. монголо-татарські завойовники нападали і на цей край.

### Козаччина
Починаючи з XV ст. і до середини XVIII ст. в цьому краї розміщувалися зимівники запорізьких козаків, які прийшли на причорноморські степи на зміну кочовим племенам.
Край входив до вольностей (привілейованих земель) Війська Запорозького.
Внаслідок невдалої війни з Туреччиною 1710–1713 рр. він підпав під владу Османської імперії, але після поразки турків у війні 1735–1739 рр. ввійшов до складу Бугогардської паланки Нової Січі.

## Заснування
Версії щодо дати заснування міста різняться. З радянських часів прийнята точка зору, що засноване місто Новоукраїнка у 1754 році на правому березі р. Помічної, неподалік від впадання р. Грузької в Чорний Ташлик, була споруджена фортеця (побудована для охорони від набігів кримських татар), названа Павлівськ (пізніше — Новопавлівськ, Новоукраїнка).(рос.)
Все це довгий час було прийняте, без сумніву, як незаперечна істина.

## Інша версія
У 2004 році старший науковий співробітник Кіровоградського обласного краєзнавчого музею К. В. Шляховий, проводячи пошук в архівах, натрапив на копію документа, який поставив під сумнів дату заснування міста.
Це рапорт начальника Єлисаветградської Провінції генерал-майора В. О. Черткова до командира Новоросійської губернії Ф. М. Воєйкова по рапорту командира Молдавського гусарського полку полковника Звєрєва про те, що запорожці (400 чол.) вигнали з Мігейського Ташлика (Костовате) більше 100 сімей поселенців Молдавського гусарського полку і передали від кошового (Калнишевського):
|  | в Павловском редуте выгнать намерены, почему он господин Зверев просит защищения, а… о поселившейся роте в Павловском редуте сначала когда бывшей предводителем второй армии… Петр Иванович Панин прожектировал Павловскому редуту и чтоб при оном и полковую квартиру Молдавскому, гусарскому полку там иметь, ровно и о поселений при Екатериненском шанце (Первомайск) двух рот репортами коими от 27 и от 28 числа мая 770 году от меня донесено было, почему ваше превосходительство оное поселение рот при редуте Павловском и при Екатерининском шанце опробовать изволили… |

Отже, граф, генерал-аншеф П. І. Панін, командуючий другою російською армією з 1768 по 1770 рік, ніяких «прожектів» відносно залюдненості цих країв і будівництва тут укріплень не міг складати. Рапорт генерал-майора Черткова датований 7 червня 1770 року, оригінал зберігається в РДВІА. — 52. оп.1. слр. 37 ч.1. аркуш 15 (Росія). Цей документ викликав сумнів відносно дати заснування Павлівська в 1754 році і спонукав до пошуку.
В результаті виявилось, що в усіх роботах серйозних дослідників по історії заселення цього краю, які в наш час[коли?] вивчені, в статистичних таблицях, картах та описовій частині укріплення і поселення Павлівськ згадується лиш з 1770 року як ротне поселення (1-а рота), і штаб-квартира Молдавського гусарського полку (сформований у 1769 році): (див. додаток № 3). Це при тім, що в описах меж між землями Буго-Гардської паланки Нової Січі та задніпровськими землями Гетьманщини перелічуються окремі хутори, зимівники, пасіки, а в нашій місцевості називаються тільки річки Грузька, Помічна, Чорний Ташлик, ліс БешБойраки і т. ін. А на картах пізнішого періоду (1787 рік) вже позначено не тільки Павлівськ, Чорноташлицьке, а й села Мишарошовка (Новоєгорівка), Татарове (Комишувате), Бешбайраки (Кропивницьке) тощо. Не могли ж укладачі карт описів та статистичних звітів до 1770 року вказувати слободи, хутори й пасіки і прогледіти 2 укріплення з поселеннями: Павлівськ (150 хат) і Чорноташлицьке (120 хат).
В «Історії міст і сіл УРСР. Кіровоградська область» сказано, і потім повторюється в інших джерелах, що Павлівськ, з 1762 року Новопавлівськ, був зруйнований під час останнього татарського набігу на початку січня 1769 року. Але аналіз «Записок барона Тотта…» — французького резидента при дворі хана КеримГірея, який супроводжував хана під час набігу, не дає підстав вважати, що в цих краях на ту пору існувало будь-яке значне поселення. Барон Тотт називає ці місця «запорозькими пустинями», згадуючи, як про сліди перебування людей «несколько покинутих жилищ и копны сена около них», і це вже на правому березі Інгулу, на південному рубежі Нової Сербії.
Отже, у 1769 році на цих землях був поселений Молдавський гусарський полк, сформований з турецьких підданих православного віросповідання, які перейшли на бік Росії під час Російсько-Турецької війни розпочатої 1768 року. За «прожектом» генерал-аншефа П. І. Паніна, командуючого Другою Російською армією з осені 1769 року спеціально для розміщення штаб-квартири цього полку у 1770 р. на лівому березі р. Чорний Ташлик між р. Помічна і р. Грузька був заснований редут Павлівськ (Новоукраїнка), в якому і розмістилась перша рота і штаб молдавського гусарського полку. На другому березі Чорного Ташлика у Чорноташлицькому шанці розміщалася четверта рота. Тепер ця місцевість названа «Молдавка». Командував полком Василь Звєрєв (від цього походить назва с. Звєрєво).
А ось що писав про Павлівськ — німецький вчений, природознавець, академік Гільденштедт Йоган Антон, який подорожував нашим краєм у 1774 році:
|  | Ще через п'ять вестов трапилася річка Помічна. Недалеко звідти розташована перша рота Молдавського гусарського полку. Там спорулжений шанець, що називається Павловським. Павловський шанець (укріплене поселення) має форму правильного чотирикутника. Тут розташовані квартири начальства і канцелярія. Шанець розташований на підвищенні на південному березі Чорного Ташлика, між тими місцями, де в нього впадають річечки Тарлик і Помічна. Остання впадає за сто сажнів від фортеці. Шанець оточений великим чотирикутний плацом, на якому поряд з фортецею знахдиться церква. 3 обох кінців плацу — зі сходу й заходу — розташовані помешкання жителів, числом близько 150. Їх житла правильно сплановані невеличкими вуличками. Половина поселення, а саме — східна частина, зараз зовсім безлюдна. Мешканці теж пішли до запорожців кілька днів тому |

На протилежному березі Чорного Ташлика міститься поселення Чорноташлицький шанець. В ньому 120 сімей.
Береги Чорного Ташлика скелясті, складені з червонуватого польового шпату з домішками кварцу з багатьма чорними вкрапленями у вигляді блискіток. Каміння здебільшого чорнувате. Треба думати, що ця обставина дала повід так назвати місцеву річку. Ташлик тут шириною в кілька кроків, мілкий, вода тече спокійно. Береги стрімкі. Положення шанцю — кілька сажнів вище рівня води в річці, досить високе. Це сприяє добрим можливостям для оборони. Південний берег Помічної, напевне, ще вищий. На валах розташовано, десять гармат. Початок поселенню зроблено 1769 року. Раніше тут ніхто не жив. Тут міститься штаб полку.»
У 1773 році Павлівськ (з 1771 р. — Ново-Павлівськ) офіційно отримав статус посаду (тобто поселення міського типу) і одержав торговельні права.
В статистичному збірнику, скомпонованому у формі таблиць, за назвами населеного пункту йде історична довідка, складена на підставі церковних архівів, друкованих досліджень та спогадів старожилів. Церковні архіви часом виникнення поселення рахують почасти час початку будівництва першої церкви. Про місто говориться:
|  | Павловск (Новоукраинка). Время возникновения — 1771 год. До 1858 года было военное поселение… |

В енциклопедичному словнику Брокгауза і Ефрона, виданому в 1897 році, відзначається, що місто виникло «при Екатерине II», а це не раніше 1762 року.
Досліджуючи різні архівні дані, можемо сказати, що місто було засновано в 1769 році. Спочатку називалося Павлівськ, потім — Новопавлівськ (1771 р.)
Є така легенда, що Катерина ІІ на честь свого сина Павла І і назвала нашу місцевість спочатку Павлівськ. Але в той час дуже багато нових поселень Катерина ІІ називала Павлівськ і щоб відрізнити від інших перейменувала в Ново-Павлівськ.

## Теперішня назва
По різному називалося місто, але історія теперішньої назви розпочалася з 1821 р. тоді на півдні України почали створюватися військові поселення.
Павлівський посад був полковим поселенням — тут знаходився штаб 1-го Українського уланського полку (колишнього 1-го Українського козацького полку), у зв'язку з чим у 1832 р. місто перейменували на Новоукраїнку. Військові поселення 3-го резервного кавалерійського корпусу, до складу якого входила 3-тя Українська уланська дивізія, були поділені на вісім округів. Новоукраїнка була центром 5-го кавалерійського округу в якому рахувалося й Рівне (див. додаток № 4). Ескадронні поселення одночасно були волосними центрами своїх округів. У 5-му окрузі центром 1-ї волості була Новоукраїнка, 2-ї — Рівне, 3-ї — Злинка (Новоукраїнськ)
За указом 4 червня 1857 р. військові поселення почали скасовуватися. Села, в яких стояли кавалеристи, були переведені у стан державних, ескадронні — стали волосними центрами повіту. Новоукраїнка з 1858 р. знову стала називатися посадом Павлівськ (з додаванням у дужках уточнення — Новоукраїнка) (див. Додаток № 5).
Станом на 1886 рік у посаді Павлівськ Павлівської волості Єлизаветградського повіту Херсонської губернії, мешкало 6635 осіб, налічувалось 1443 дворових господарства, існували 2 православні церква, 2 єврейських молитовних будинки, школа, поштова станція, 4 лавки, 5 трактирів, 4 постоялих двіри, відбувалось 2 ярмарки на рік: Середньопісний та Воздвиженський, базари щонеділі.
1932 року на честь Першого Українського уланного полку, який там розміщувався посад Павлівськ перейменовано на Новоукраїнку.